# Paralympische Winterspelen 2002
De VIIIe Paralympische Winterspelen werden in 2002 gehouden in Salt Lake City, Verenigde Staten.

## Sporten
Er stonden in 2002 vier sporten op het programma. Tussen haakjes staat het aantal onderdelen per sport, de sporten tijdens deze spelen waren:
Alpineskiën (53)
Biatlon (6)
Langlaufen (32)
Sledgehockey (1)
Het Priksleeën is na Nagano 1998 van het Paralympische programma gehaald.

## Medaillespiegel
Het IPC stelt officieel geen medaillespiegel op, maar geeft desondanks een medailletabel ter informatie. In de spiegel wordt eerst gekeken naar het aantal gouden medailles, vervolgens de zilveren medailles en tot slot de bronzen medailles.
De onderstaande tabel geeft de top-10 en de positie van Nederland. België deed niet mee aan de Spelen. In de tabel heeft het gastland een blauwe achtergrond.
| Plaats | Land             | NPC | Goud | Zilver | Brons | Totaal |
| 1      | Duitsland        | GER | 17   | 1      | 15    | 33     |
| 2      | Verenigde Staten | USA | 10   | 22     | 11    | 43     |
| 3      | Noorwegen        | NOR | 10   | 3      | 6     | 19     |
| 4      | Oostenrijk       | AUT | 9    | 10     | 10    | 29     |
| 5      | Rusland          | RUS | 7    | 9      | 5     | 21     |
| 6      | Canada           | CAN | 6    | 4      | 5     | 15     |
| 7      | Zwitserland      | SUI | 6    | 4      | 2     | 12     |
| 8      | Australië        | AUS | 6    | 1      | 0     | 7      |
| 9      | Finland          | FIN | 4    | 1      | 3     | 8      |
| 10     | Nieuw-Zeeland    | NZL | 4    | 0      | 2     | 6      |
|        |                  |     |      |        |       |        |
| 15     | Nederland        | NED | 1    | 3      | 0     | 4      |

## Medailles behaald door Nederlandse atleten
| # | Naam                 | Medaille | Sport      | Onderdeel                                 |
| - | -------------------- | -------- | ---------- | ----------------------------------------- |
| 1 | Marjorie van de Bunt | Goud     | Biatlon    | Women's 7.5 km Free Technique standing    |
| 2 | Marjorie van de Bunt | Zilver   | Langlaufen | Women's 10 km Free Technique standing     |
| 3 | Marjorie van de Bunt | Zilver   | Langlaufen | Women's 15 km Free Technique standing     |
| 4 | Marjorie van de Bunt | Zilver   | Langlaufen | Women's 5 km Classical Technique standing |

## Deelnemende landen
De volgende 36 Nationaal Paralympisch Comités werden tijdens de Spelen door een of meerdere sporters vertegenwoordigd: